# Денисенко Євген Іванович
Денисенко Євгеній Іванович — громадський і театральний діяч, заслужений працівник культури України, заслужений діяч мистецтв України, генеральний директор Донецького обласного краєзнавчого музею у 1998—2014 роках і директор Донецького оперного театру у підпорядкуванні ДНР з 2014 року.

## Біографія
Денисенко Євген Іванович народився 19 вересня 1944 року.
Закінчив Ленінградський державний інститут культури ім. Крупської (1973 р.)
Очолює Донецький обласний краєзнавчий музей з 1998 р.
Протягом своєї творчої діяльності Денисенко Є. І. підготував понад 300 концертних постановок, фестивалів, театральних вистав і творчих звітів, які були присвячені Дням: незалежності України, Конституції України, Перемоги, Шахтаря та іншим державним святам. Денисенко Є. І. був головним режисером відкриття меморіалів «Савур-Могила» та «Твоїм визволителям, Донбас», днів української культури в період проведення Олімпійських ігор у 1980, а також у 2004, 2012 роках. Він був режисером виступів делегацій учасників від України у Всесвітньому фестивалі молоді та студентів у м. Москві (1985 р.) і VI Міжнародному фестивалі Атлантики (Канарські острови — 1995 р.); фольклорних фестивалях в Іспанії (1997, 1999 р., 2001 р.). Вперше на Донеччині у 1991 р. він здійснив багатотисячний театралізований карнавал, котрий став традицією і проводиться на честь святкування Днів Шахтаря та міста Донецька щорічно. Також був режисером міжнародних змагань «Зірки жердини» (2003, 2004, 2005, 2006, 2008 рр.).
Виступав режисером концертних програм на міжнародних фольклорних фестивалях в Америці, Іспанії, Японії, Німеччини, Греції, Югославії, Фінляндії та державах СНД. Денисенко Є. І. був головним режисером концертів-звітів Донецької області у межах Всеукраїнського огляду народної творчості у м. Києві (1999, 2001, 2004, 2009 рр.), яку здобули високу оцінку журі Академії мистецтв України. За підсумками Всеукраїнського фестивалю «Золотий Скіф» концерти-звіти були нагороджені регіональною нагородою в номінації «За розвиток культури регіону». Визнано найкращим режисером року в обласному конкурсі-рейтингу «Найкращий працівник року. Обличчя культури» у 2007 році.
У 2011 році під час святкування 120 — річного ювілею С. С. Прокоф'єва, Денисенко Є. І. був головним режисером — постановником цілої низки заходів, спрямованих на увічнення пам'яті видатного композитора та популяризацію його творів серед молоді. Найбільш значущими серед них є Міжнародна музична резиденція на батьківщині митця «Музика на віки», Свято духовної музики у Святих горах «Музика душі», концерту — закриття Року Прокоф'єва «Сергій Прокоф'єв та його час». Почесними гостями урочистих заходів були онучки С. С. Прокоф'єва — Беатріс Форест і Корделія Прокоф'єва.
Виступив ініціатором та творчим керівником створення виставок «Донеччина батьківщина митця» «Видатні земляки» (з нагоди 80 — річного ювілею області на зустрічі з Президентом України Віктором Януковичем в Центрі слов'янської культури). Організував та надавав наукове консультування під час видання фотоальбому «С. С. Прокоф'єв. Симфонія життя», листівок "Музей С. С. Прокоф'єва та «Геній світу».
Після Захоплення Донецька сепаратистами зайняв посаду головного директора Донецької опери, яка перейшла під контроль терористичних структур. У 2018 Денисенко особисто виступив режисером інавгурації новопризначеного ватажка ДНР Дениса Пушиліна, а у 2019 відзначений званням «Народного артиста Донецької народної республіки».

## Нагороди
- Заслужений працівник культури України(1985)
- Заслужений діяч мистецтв України(2009)[1]
- Орден «За заслуги» III ступеню(1999)
- Орден «За заслуги» II ступеню(2007)[4]
- Орден Української Православної Церкви «Преподобного Нестора Літописця» (2004)